# Cepphus
Cepphus és un gènere d'ocells marins de la família dels àlcids (Alcidae) coneguts vulgarment com a somorgollaires, nom que comparteixen amb les espècies del gènere Uria.

## Morfologia
- Són ocells de mida mitjana que fan 30 – 37 cm de llargària.[1]
- Plomatge bàsicament negre en l'època de reproducció. Tenen taques blanques a les ales o la cara, depenent de l'espècie.
- Bec fosc i peus i potes vermells
- El plomatge d'hivern és molt més pàl·lid, clapejat per sobre i blanc per sota.[2]

## Hàbitat i distribució
Són ocells d'hàbits pelàgics que viuen als oceans septentrionals, criant en costes rocalloses i illes del nord del Pacífic i l'Atlàntic. En general, ponen els seus ous en llocs rocosos prop de l'aigua. Poden hivernar prop de les zones de cria, o anar cap a aigües obertes, però generalment no fan grans migracions cap al sud.

## Alimentació
Es capbussen des de la superfície, nedant sota l'aigua a la recerca d'aliment, consistent principalment en peixos i crustacis, també alguns mol·luscs, insectes i matèria vegetal.

## Llistat d'espècies
S'han descrit tres espècies vives dins aquest gènere:
- Somorgollaire alablanc (Cepphus grylle).
- Somorgollaire columbí (Cepphus columba).
- Somorgollaire d'ulleres (Cepphus carbo).